# Ladinium
| ❮ | System    | Serie       | Stufe     | ≈ Alter (mya) |
| ❮ | später    | später      | später    | jünger        |
| - | --------- | ----------- | --------- | ------------- |
| ❮ | T r i a s | Obertrias   | Rhaetium  | 201,3 ⬍ 208,5 |
| ❮ | T r i a s | Obertrias   | Norium    | 208,5 ⬍ 228   |
| ❮ | T r i a s | Obertrias   | Karnium   | 228 ⬍ 235     |
| ❮ | T r i a s | Mitteltrias | Ladinium  | 235 ⬍ 242     |
| ❮ | T r i a s | Mitteltrias | Anisium   | 242 ⬍ 247,2   |
| ❮ | T r i a s | Untertrias  | Olenekium | 247,2 ⬍ 251,2 |
| ❮ | T r i a s | Untertrias  | Indusium  | 251,2 ⬍ 251,9 |
| ❮ | früher    | früher      | früher    | älter         |

Das Ladinium (im deutschen Sprachgebrauch meist verkürzt zu Ladin) ist in der Erdgeschichte die obere chronostratigraphische Stufe der Mittleren Trias, die geochronologisch dem Zeitraum vor ungefähr 242 bis etwa 235 Millionen Jahre entspricht und damit ca. 7 Millionen Jahre dauerte. Die vorhergehende Stufe ist das Anisium, die folgende Stufe das Karnium, das bereits zur Oberen Trias gehört.

## Namensgebung und Geschichte
Die Stufe wurde von 1892 Alexander Bittner vorgeschlagen und nach der Volksgruppe der Ladiner benannt.

## Definition und GSSP

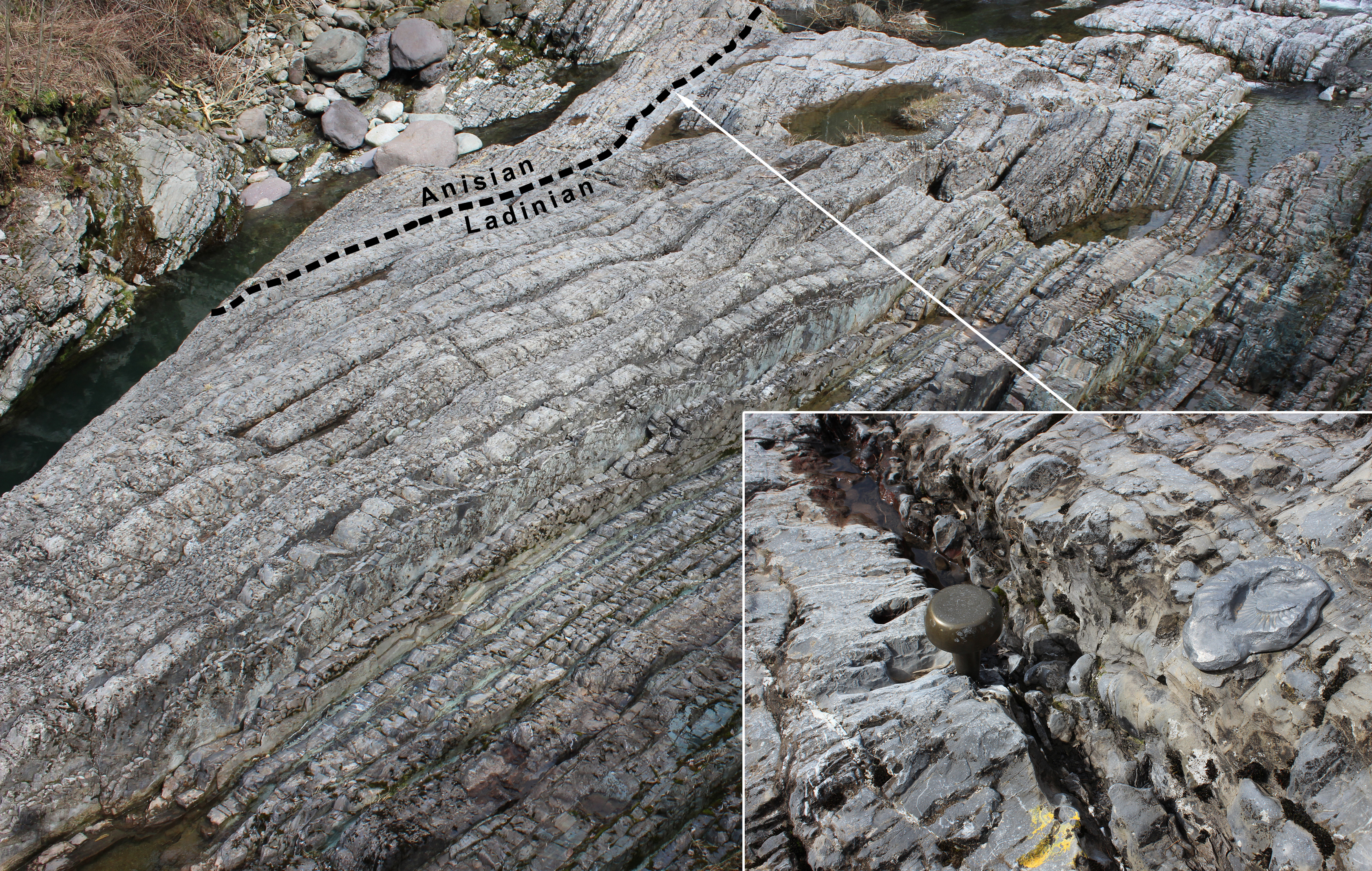
GSSP des Ladiniums, ein Kalkstein-Aufschluss bei Bagolino in den italienischen Alpen, rechts unten eine Nahaufnahme des „Golden Spike“.

Der Beginn der Stufe wird durch das Erstauftreten der Ammoniten-Art Eoprotrachyceras curionii definiert. Die Grenze zum Karn ist noch nicht abschließend festgelegt worden. Wahrscheinlich wird die Grenze mit dem Erstauftreten der Ammoniten-Gattungen Daxatina oder Trachyceras, und dem Erstauftreten der Conodonten-Art Metapolygnathus polygnathiformis definiert. Der GSSP (globales Typprofil) des Ladiniums liegt im Tal des Caffaro bei Bagolino (Provinz Brescia, Italien).

## Untergliederung
Das Ladinium wird in vier Ammoniten-Zonen unterteilt:
- Frechites regoledanus-Zone
- Protrachyceras archelaus-Zone
- Protrachyceras gredleri-Zone
- Eoprotrachyceras curionii-Zone

Regional wird das Ladin in die Unterstufen Fassan (Fassanium = untere zwei Ammonitenzonen) und Longobard (Longobardium = obere zwei Ammonitenzonen) unterteilt.